# Cecilia Dazzi
Ne doit pas être confondu avec Cecília Dassi.
Cecilia Dazzi, née le 17 octobre 1969 à Rome dans la région du Latium en Italie, est une actrice italienne jouant pour le cinéma et la télévision.

## Filmographie

### Au cinéma
- 1987 : La Famille (La famiglia) d’Ettore Scola
- 1993 : Tra due risvegli d’Amedeo Fago
- 1994 : Miracolo italiano d’Enrico Oldoini
- 1995 : Il cielo è sempre più blu d'Antonello Grimaldi
- 1995 : Trafitti da un raggio di sole de Claudio Del Punta
- 1996 : La classe non è acqua de Cecilia Calvi
- 1996 : Un inverno freddo freddo de Roberto Cimpanelli
- 1996 : Albergo Roma d’Ugo Chiti
- 1998 : Matrimoni de Cristina Comencini
- 2000 : Les Chamanes (Le sciamane) d'Anne Riitta Ciccone
- 2000 : Caruso, zero in condotta de Francesco Nuti
- 2002 : Emma, sono io de Francesco Falaschi
- 2004 : Ogni volta che te ne vai de Davide Cocchi
- 2004 : La Plus Belle Victoire (Wimbledon) de Richard Loncraine
- 2006 : Le Caïman (Il Caimano) de Nanni Moretti
- 2007 : Voce del verbo amore d’Andrea Manni
- 2007 : La Grande Inondation (Flood) de Tony Mitchell (en)
- 2008 : Scusa ma ti chiamo amore de Federico Moccia
- 2007 : Peopling the Palaces at Venaria Reale de Peter Greenaway
- 2009 : Feisbum
- 2010 : Scusa ma ti voglio sposare de Federico Moccia
- 2010 : Sharm el Sheikh - Un'estate indimenticabile d’Ugo Fabrizio Giordani
- 2011 : Questo mondo è per te de Francesco Falaschi
- 2011 : Le Rite (The Rite) de Mikael Håfström
- 2011 : Habemus papam de Nanni Moretti
- 2013 : Bianca come il latte, rossa come il sangue de Giacomo Campiotti

### À la télévision
- 1991 – 1993 : "I Ragazzi del muretto" (série télévisée)
- 1994 : Jacob (Giacobbe) de Peter Hall
- 1995 : L'Énigme d'un jour (L'Ombra abitata) de Massimo Mazzucco
- 2001 : Ama il tuo nemico de Damiano Damiani
- 2000 : Un Colpo al cuore d'Alessandro Benvenuti
- 2008 : Amiche Mei (série télévisée)
- 2022 : Fosca Innocenti, Rosa Lulli

## Distinctions
- David di Donatello de la meilleure actrice dans un second rôle en 1999 pour Matrimoni.